# Tous
Tous község Spanyolországban, Valencia tartományban. Tous Alzira, L’Alcúdia, Benimodo, Carlet, Catadau, Guadassuar, Sumacàrcer, Millares, Navarrés, Quesa és Dos Aguas községekkel határos. Lakosainak száma 1357 fő (2024).

## Népesség
A település népessége az utóbbi években az alábbiak szerint változott:
| Lakosok száma | 1132 | 1114 | 1152 | 1260 | 1301 | 1268 | 1268 | 1263 | 1312 | 1357 |
|               | 2001 | 2004 | 2007 | 2009 | 2012 | 2014 | 2017 | 2019 | 2022 | 2024 |